# Алту-Риу-Доси
Алту-Риу-Доси (порт. Alto Rio Doce) — муниципалитет в Бразилии, входит в штат Минас-Жерайс. Составная часть мезорегиона Зона-да-Мата. Входит в экономико-статистический микрорегион Висоза. Население составляет 13 635 человек на 2006 год. Занимает площадь 518,982 км². Плотность населения — 26,3 чел./км².

## История
Город основан 7 марта 1890 года.

## Статистика
- Валовой внутренний продукт на 2003 год составляет 38 998 505,00 реалов (данные: Бразильский институт географии и статистики).
- Валовой внутренний продукт на душу населения на 2003 год составляет 2838,94 реалов (данные: Бразильский институт географии и статистики).
- Индекс развития человеческого потенциала на 2000 год составляет 0,696 (данные: Программа развития ООН).